# Rita Rusić
Rita Rusić (o Rusic), conosciuta anche come Rita Cecchi Gori (Parenzo, 16 maggio 1960) è una produttrice cinematografica, attrice, cantante e modella jugoslava, dal 1991 croata, naturalizzata italiana.

## Biografia
Nata nel 1960 a Parenzo nell'Istria diventata jugoslava, a 4 anni la sua famiglia si trasferì in Italia rimanendo per tre anni presso un campo profughi per istriano-dalmati a Capua; Rusic dichiarò che il cognome dei genitori era Rosselli, ma furono costretti a cambiarlo per volontà delle autorità jugoslave. Ha vissuto pure a Busto Arsizio dove ha giocato nella locale squadra di pallacanestro per 4 anni.
Rusic ha studiato come odontotecnico presso la scuola Cesare Correnti di Milano; successivamente si iscrisse alla facoltà di Medicina e Chirurgia presso l'Università degli Studi di Milano, senza tuttavia terminare gli studi. Per mantenersi svolse diversi lavori, tra cui la modella, posando anche per il catalogo Postalmarket.

### Cantante e attrice (1981-1992)
Nel 1981 venne notata da Adriano Celentano, che la invitò a partecipare al film Asso. Nel 1982 ebbe quindi un ruolo di primo piano nel film Attila flagello di Dio, ruolo per il quale non si riusciva a trovare l’attrice dopo la rinuncia di Eleonora Giorgi, ripartito il casting che andava per le lunghe dai registi Castellano e Pipolo venne chiesto al produttore Vittorio Cecchi Gori un provino alla fidanzata di allora Rita Rusic, insieme a Cecchi Gori da due anni e con il quale è stata sposata dal 1983 al 2000. 
Parallelamente all'attività da attrice intraprese quella di cantante, pubblicando nel 1984 il singolo Love Me or Leave Me Now, scelto per la sigla del programma Domenica in dello stesso anno. Nel 1985 ha poi inciso il brano Sex Without Love, canzone che venne inserita nella colonna sonora e nel film Joan Lui - Ma un giorno nel paese arrivo io di lunedì. 
Dopo aver interrotto entrambe le attività, nel 2006 ha ripreso a recitare nella serie televisiva 48 ore; nel 2009 ha avuto quindi una parte nel film Polvere, in cui ha interpretato il ruolo della madre del personaggio assegnato a Primo Reggiani.

### Produttrice cinematografica (1993-oggi)
Nel 1993, con il nome di Rita Cecchi Gori, ha iniziato ad affiancare il marito negli affari diventandone anche socia. Come produttrice esecutiva, nello stesso anno, ha contribuito all'uscita di Storia di una capinera, Le donne non vogliono più e Arriva la bufera. Negli anni successivi ha inoltre prodotto diversi film che hanno avuto un notevole successo in tutto il mondo (come La vita è bella di Roberto Benigni) ed in Italia (ad esempio Il ciclone, diretto da Leonardo Pieraccioni).
Nel 2000, a seguito del divorzio da Cecchi Gori, ha riassunto il nome di Rita Rusić ed ha fondato insieme alla sorella Lierka la The Rita Rusić Company, agenzia con la quale ha prodotto diversi film di successo come Scusa ma ti chiamo amore.

### Altre attività (2008-oggi)
Nel 2008 la Rusić ha pubblicato Jet Sex Diario erotico sentimentale, libro edito da Arnoldo Mondadori Editore. Nel 2009 ha fatto parte della giuria di Miss Italia. Nel 2010 è stata giudice a Ballando con le stelle e di nuovo a Miss Italia. Nel gennaio 2020 ha inoltre partecipato come concorrente al Grande Fratello VIP, reality show in onda su Canale 5. Nel 2022 partecipa come concorrente insieme al fidanzato Cristiano Di Luzio alla nona edizione di Pechino Express in onda su Sky Uno.

## Filmografia

### Attrice

#### Cinema
- Attila flagello di Dio, regia di Castellano e Pipolo (1982)
- Grand Hotel Excelsior, regia di Castellano e Pipolo (1982)
- Il pentito, regia di Pasquale Squitieri (1985)
- Joan Lui - Ma un giorno nel paese arrivo io di lunedì, regia di Adriano Celentano (1985)
- Russicum - I giorni del diavolo, regia di Pasquale Squitieri (1988)
- Polvere, regia di Massimiliano D'Epiro e Danilo Proietti (2009)

#### Televisione
- 48 ore – serie TV, episodio 1x07 (2006)

### Produttrice
- Le donne non vogliono più, regia di Pino Quartullo (1993)
- Arriva la bufera, regia di Daniele Luchetti (1993)
- Storia di una capinera, regia di Franco Zeffirelli (1993)
- Il toro, regia di Carlo Mazzacurati (1994)
- Poliziotti, regia di Giulio Base (1994)
- Storie d'amore con i crampi, regia di Pino Quartullo (1995)
- I laureati, regia di Leonardo Pieraccioni (1995)
- La scuola, regia di Daniele Luchetti (1995)
- Pasolini, un delitto italiano, regia di Marco Tullio Giordana (1995)
- L'uomo delle stelle, regia di Giuseppe Tornatore (1995)
- Viaggi di nozze, regia di Carlo Verdone (1995)
- Sono pazzo di Iris Blond, regia di Carlo Verdone (1996)
- Ritorno a casa Gori, regia di Alessandro Benvenuti (1996)
- Ferie d'agosto, regia di Paolo Virzì (1996)
- Vite strozzate, regia di Ricky Tognazzi (1996)
- Vesna va veloce, regia di Carlo Mazzacurati (1996)
- 3, regia di Christian De Sica (1996)
- Il barbiere di Rio, regia di Giovanni Veronesi (1996)
- Fantozzi - Il ritorno, regia di Neri Parenti (1996)
- Il ciclone, regia di Leonardo Pieraccioni (1996)
- Ovosodo, regia di Paolo Virzì (1997)
- Naja, regia di Antonio Longoni (1997)
- I piccoli maestri, regia di Daniele Luchetti (1997)
- Facciamo fiesta, regia di Angelo Longoni (1997)
- Camere da letto, regia di Simona Izzo (1997)
- Banzai, regia di Carlo Vanzina (1997)
- Fuochi d'artificio, regia di Leonardo Pieraccioni (1997)
- L'amico del cuore, regia di Vincenzo Salemme (1998)
- Gallo cedrone, regia di Carlo Verdone (1998)
- Il mio West, regia di Giovanni Veronesi (1998)
- I miei più cari amici, regia di Alessandro Benvenuti (1998)
- Lucignolo, regia di Massimo Ceccherini (1999)
- Bagnomaria, regia di Giorgio Panariello (1999)
- Baci e abbracci, regia di Paolo Virzì (1999)
- Ogni lasciato è perso, regia di Piero Chiambretti (2000)
- Stregati dalla luna, regia di Pino Ammendola e Nicola Pistoia (2001)
- Un amore perfetto, regia di Valerio Andrei (2002)
- Angela, regia di Roberta Torre (2002)
- Scusa ma ti chiamo amore, regia di Federico Moccia (2008)
- Scusa ma ti voglio sposare, regia di Federico Moccia (2010)
- Baciato dalla fortuna, regia di Paolo Costella (2011)

## Programmi televisivi
- Miss Italia (Rai 1, 2009-2010) Giurata
- Ballando con le stelle 6 (Rai 1, 2010) Giurata
- Chiambretti Night (Canale 5, 2010-2011)
- Grande Fratello VIP 4 (Canale 5, 2020) Concorrente
- Alessandro Borghese - Celebrity Chef (TV8, 2022) Concorrente
- Pechino Express 9 - La rotta dei sultani (Sky Uno, 2022) Concorrente

## Discografia
- 1984 – Love Me Or Leave Me Now/Funny Face
- 1985 – Sex Without Love, canzone dell'album Joan Lui di Adriano Celentano
- 1987 – Under The Rose/What's The Matter With You

## Opere
- Rita Rusic, Jet sex. Diario erotico sentimentale, Mondadori, 2008, ISBN 978-8804578611.